# Madshus
 (juillet 2014).
 (octobre 2020).
Madshus, est une entreprise de fabrication de matériels de sports d'hiver basée à Gjøvik en Norvège. Elle est l'une des plus importantes entreprises du monde dans le secteur de l'équipement sportif concernant les sports d'hiver (ski nordique). L'entreprise a été fondée en 1906 par le norvégien Martin Madshus.

## Ski nordique
Récemment, les quelques grands sportifs ayant eu pour équipement la marque Madshus se nomment Axel Teichmann, Anouk Faivre-Picon, Emil Hegle Svendsen, Kristin Stormer Steira, Ole Einar Bjorndalen,Thomas Alsgaard, Anaïs Bescond, Paula Botet, Émilien Jacquelin ou Sturla Holm Lægreid.